# Clamator jacobinus
Il cuculo bianconero  o cuculo bianco e nero (Clamator jacobinus Boddaert, 1783) è un uccello della famiglia dei Cuculidae.

## Descrizione
Il cuculo bianco e nero è un cuculo di medie dimensioni, di circa 33 cm di lunghezza. Gli adulti hanno una cresta prominente e una lunga coda progressiva. Il piumaggio adulto è distinto in due forme: la prima è nera superiormente e bianca inferiormente, mentre la seconda è completamente nera con una macchia bianca sulle ali, presente anche nella prima forma. I giovani sono invece bruni sul dorso e bianco-giallastri su petto e ventre.

## Distribuzione e habitat
Questo uccello vive in tutta l'Africa, eccetto la fascia tra il Sahara e il Mar Mediterraneo, nella Penisola Arabica e nell'Asia meridionale, dall'Iran (dove è probabilmente estinto) alla Birmania. È di passo in Thailandia, sulle Seychelles, su São Tomé e Príncipe, in Congo e Gibuti. Frequenta le boscaglie, le zone umide e i campi coltivati.

## Biologia

### Voce
Uccello chiassoso, emette un forte e persistente richiamo.

### Alimentazione
Si nutre prevalentemente di bruchi e altri insetti.

### Riproduzione
Il cuculo bianco e nero è un parassita di cova. Deposita le proprie uova soprattutto nei nidi delle specie appartenenti al genere Turdoides.

### Spostamenti
Migra per brevi distanze a latitudini o altitudini maggiori durante l'estate, per poi tornare in luoghi più caldi durante l'inverno.

## Tassonomia
Clamator jacobinus ha tre sottospecie:
- Clamator jacobinus serratus
- Clamator jacobinus pica
- Clamator jacobinus jacobinus